# Alejandra Covarrubias Robles
Alejandra Covarrubias Robles es una Investigadora Titular "C" del Departamento de Biología Molecular del Instituto de Biotecnología de la Universidad Nacional Autónoma de México. Es integrante de la Junta Directiva del El Colegio Académico de la Universidad Autónoma Metropolitana (UAM).
En 2018 recibió el Newton Prize y desde el 2003 forma parte del Sistema Nacional de investigadores. Ha participado en actividades de divulgación de la ciencia con la Dirección General de Divulgación de la Ciencia de la UNAM. Además, es miembro de la Academia Mexicana de Ciencias y de la Academia de Ciencias de Morelos.

## Trayectoria
Es Química Farmacobióloga por la Facultad de Química de la UNAM. Obtuvo los grados de Maestría y Doctorado en Investigación Biomédica Básica por el Instituto de Investigaciones Biomédicas de la UNAM en 1980 y 1983 respectivamente. 
Además, cuenta con estancias en el extranjero entre las que destacan: Universidad de California en San Francisco, Universidad de Stanford y Universidad Massachusetts-Amherst. Particularmente durante su estancia en la Universidad de Stanford trabajó en el grupo de la Dra. Virgina Walbot.

## Líneas de investigación
Su investigación se enfoca en estudiar los aspectos bioquímicos, genéticos molecular y celulares de la respuesta que tienen las plantas ante el déficit hídrico.

## Publicaciones
Entre los artículos científicos más destacados de la Dra. Covarrubias Robles se encuentran:
- Battaglia,M.E. Martinez-Silva,A.V. Olvera-Carrillo,Y. Dinkova,T.D. Covarrubias,A.A. 2021. Translational enhancement conferred by the 3' untranslated region of a transcript encoding a group 6 late embryogenesis abundant protein Environmental And Experimental Botany, 182, 104310.
- Palomar,V.M. Garciarrubio,A. Garay-Arroyo,A. Martinez-Martinez,C. Rosas-Bringas,O. Reyes,J.L. Covarrubias,A.A. 2021. The canonical RdDM pathway mediates the control of seed germination timing under salinity Plant Journal, 105, 691-707.

## Premios y reconocimientos
Fue galardonada con el reconocimiento Sor Juana Inés de la Cruz en 2007. Recibió en 2018 el Newton Prize otorgado por la embajada de Reino Unido en México, por su proyecto orientado al mejoramiento del frijol para hacerlo más resistente a la sequía.  En 2019, fue elegida como integrante de la Junta Directiva del El Colegio Académico de la Universidad Autónoma Metropolitana  en sustitución de María Elena Álvarez-Buylla Roces. Asimismo es miembro nominada por la Asociación Estadounidense para el Avance de la Ciencia.